# Live Nassau Coliseum '76
Live Nassau Coliseum '76 è un album live del cantautore britannico David Bowie, registrato il 23 marzo 1976 durante l'Isolar Tour in supporto all'album Station to Station, venne pubblicato per la prima volta solo nel 2010 come parte della deluxe edition del suddetto album. Il 10 febbraio 2017, l'album è stato pubblicato anche separatamente.

## Tracce
Disc 1
1. Station to Station - 11:53
2. Suffragette City - 3:31
3. Fame - 4:02
4. Word on a Wing - 6:06
5. Stay - 7:25
6. Waiting for the Man (Lou Reed) - 6:20
7. Queen Bitch - 3:12

Disc 2
1. Life on Mars? - 2:13
2. Five Years - 5:03
3. Panic in Detroit (con gran parte dell'assolo di batteria tagliato) - 6:03
4. Changes - 4:11
5. TVC 15 - 4:58
6. Diamond Dogs - 6:38
7. Rebel Rebel - 4:07
8. The Jean Genie - 7:28

## Formazione
- David Bowie – voce
- Carlos Alomar – chitarra
- Dennis Davis – batteria
- Stacey Heydon – chitarra
- Tony Kaye – tastiere
- George Murray – basso